# 가요대행진 (KBS)
《가요대행진》은 대한민국의 KBS에 방송했던 주말 쇼 프로그램이다.